# Nomada nitidiceps
Nomada nitidiceps är en biart som beskrevs av Cockerell 1931. Nomada nitidiceps ingår i släktet gökbin, och familjen långtungebin. Inga underarter finns listade i Catalogue of Life.